# Речото делла Вальполічелла

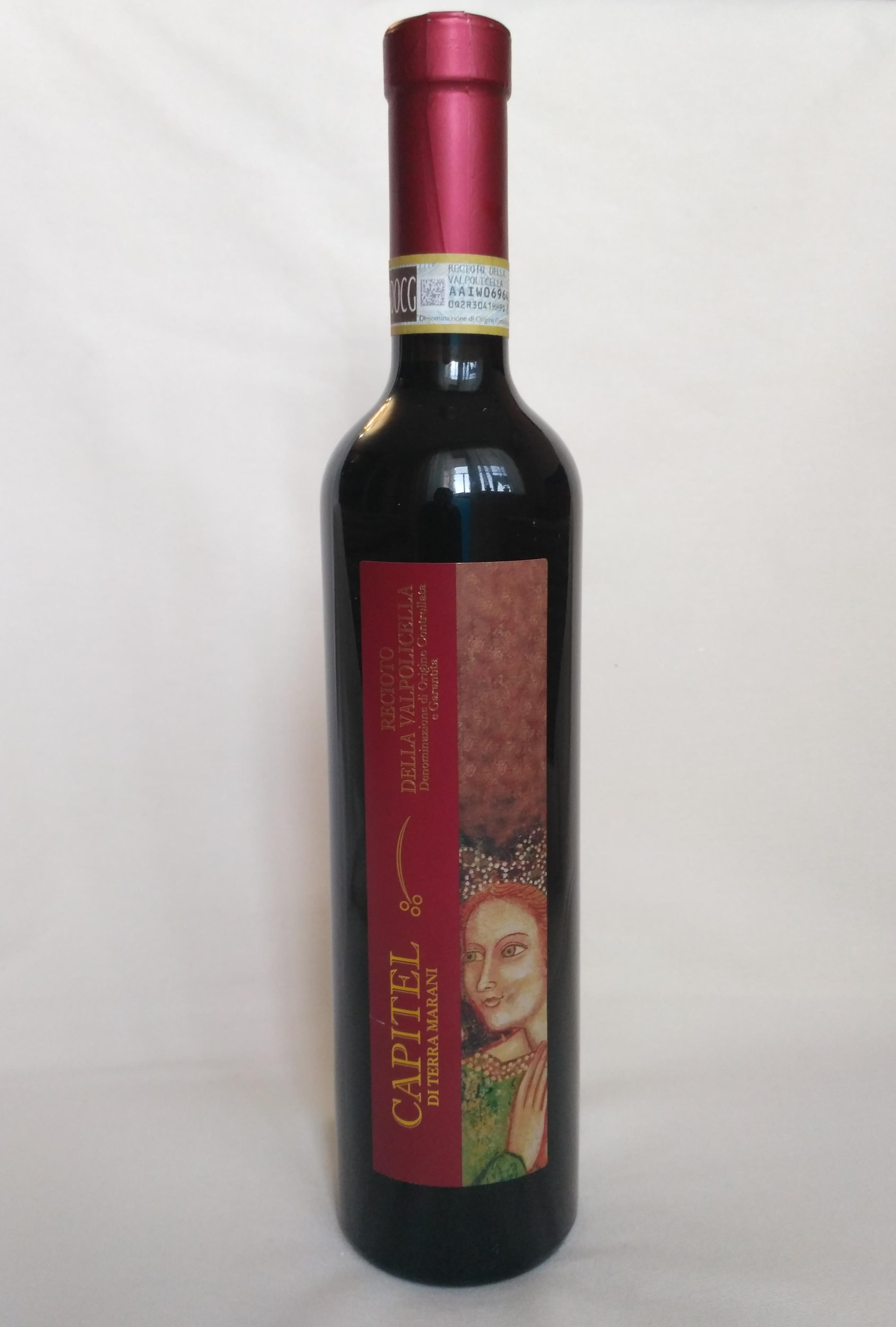
Пляшка Речото делла Вальполічелла

Речото делла Вальполічелла ( Recioto della Valpolicella) — італійське солодке червоне вино, виробляється у регіоні Венето з в'ялених ягід винограду сортів Корвіна (45–95 %), Рондинела (5–30 %), Молінара. Може мати наступні категорії якості — Denominazione di Origine Controllata (DOC) або Denominazione di Origine Controllata e Garantita (DOCG). Назву вино отримало від слова «Recia», яке переводиться з веронського діалекту як «вушка» — так називають верхню частину грона винограду, на яку падає найбільше сонячних променів і яка містить найбільше цукрів.

## Технологія виробництва
Виноград дуже обережно збирають, відбираються найкращі грона. Після цього у спеціальних сушильних приміщеннях з контрольованою температурою виноград сушать від кількох тижнів до кількох місяців на дерев'яних стелажах. При цьому ягоди втрачають до 40 % вологи, внаслідок чого у них значно підвищується концентрація цукрів та смако-ароматичних речовин. Після цього виноград зброджується. Після бродіння вино деякий час витримують у дубових бочках (до 2 років). Вміст цукрів у ягодах дуже високий, тому вони не зброджуються повністю і вино залишається солодким після закінчення процесу ферментації.

## Виноробна зона
Вино виробляється у виноробному субрегіоні Вальполічелла. У 1968 році він отримав статус DOC. Марку «Classico» мають право наносити виробники з муніципалітетів Фумане, Марано ді Вальполічелла, Неграр, Сан-П'єтро-ін-Каріано, Сант'Амброджо-ді-Вальполічелла.

## Характеристики вина
Речото делла Вальполічелла може бути тихим або ігристим. Вино малинового кольору з фіолетовим відтінком. Аромат вишневого лікеру з тонами лісових ягід, ванілі та випічки. Має гарно виражену структуру, солодкі таніни, смак гладенький, округлий. Гарно поєднується з десертами, пісочним печивом, тістечками, сушеними фруктами, полуницею. Температура подачі 15–16°C.